# 世にも奇妙な物語 2011年 秋の特別編
『世にも奇妙な物語 2011年 秋の特別編』（よにもきみょうなものがたり2011ねんあきのとくべつへん）は、フジテレビで2011年11月26日（土）21:00 - 23:10に放送された『世にも奇妙な物語』の特別編。視聴率は15.7%。

## 概要
前回に引き続き土曜プレミアム内での放送、また、東北地方太平洋沖地震によるずれ込みも修正されず11月末の放送となった。

## 憑かれる

### ストーリー
文学賞を総なめしている人気作家の倉田（松下）。ある日、執筆中に高校時代の同級生である及川（中越）から自分の結婚のお祝い会に呼ばれる。乗り気でなかったが、過去に付き合っていた元彼も来ると知り参加を決める倉田。お祝い会当日、雨の中及川に言われた店に倉田がたどり着く。

### キャスト
- 倉田聖美 - 松下奈緒 … 人気作家
- 及川真砂子 - 中越典子 … 聖美の高校時代の同級生
- 神原篤 - 佐藤祐基
- 雑誌記者 - 山田キヌヲ
- 船長 - Hari Charan Subedi
- キャスターの声 - 飯島肇

### スタッフ
- 原作 - 貫井徳郎「憑かれる」（『崩れる』所収 / 角川書店）
- 脚本 - 酒井雅秋
- 演出 - 小林義則

## JANKEN

### ストーリー
別所建設の新入社員・真田（三浦）はじゃんけんがめっぽう弱く、その勝負弱さは仕事や私生活にも影響を及ぼすほど。ある日、街中で「じゃんけん道場」という謎の看板を見つけた真田。路地を進みじゃんけん道場についた真田は謎の老師と出会う。

### キャスト
- 真田賢輔 - 三浦春馬 … じゃんけんが弱い別所建設新入社員
- じゃんけん老師 - 石橋蓮司 … 謎の老師
- 石原紗枝 - 中村ゆり
- 刺客 - 丸山智己
- 別所社長 - 中村育二
- 大原部長 - 俵木藤汰
- 小島先輩 - 津村知与支
- 杉山先輩 - 盛隆二
- 田中先輩 - 石井智也
- 小野 - 村松利史
- 審判 - 野添義弘
- 立会人 - 植松洋
- 総理大臣 - 中村直太郎
- スーパーのおばちゃん - 田尾きよみ
- 子供 - 松田陽大、松田柊哉、押本可奈子

### スタッフ
- 脚本 - ふじきみつ彦
- 演出 - 植田泰史

## ベビートークA錠

### ストーリー
子育てに苦労中の主婦・千秋（水川）。泣き止まず、離乳食も食べてくれない我が子に対し半ば憔悴しきっていた。そんなある日、薬局の薬剤師から「ベビートークA錠」という薬を勧められる。

### キャスト
- 安田千秋 - 水川あさみ … 子育てに苦労中の主婦
- 安田直輝 - 平山浩行 … 千秋の夫
- 薬剤師 - 内田春菊
- 安田海斗 - 中山誠也（声：山崎友貴）
- 初老の女性 - 吉田幸矢
- 銀行員 - 水上雅人、坂東晴
- 医師 - ちょーすけ
- 店員 - 樋口好未、みか

### スタッフ
- 脚本 - 小峯裕之
- 演出 - 岩田和行

## 耳かき

### ストーリー
ダンディズムを最優先する殺し屋（浅野）には数々のダンディズムがあり、その中には「任務遂行前には自慢の耳かきで耳あかを取る」という決まりもあった。今日もホテルからターゲットを狙う前に耳かきをしようとする。

### キャスト
- 殺し屋 - 浅野忠信 … ダンディズムを最優先する謎の殺し屋
- ターゲットの美女 - 佐田真由美
- バーテンダー - 阿南健治
- 娼婦 - コカカ
- 水をかける女性 - 落合恭子
- チンピラ - 孫良、内ヶ崎ツトム
- 救急隊員 - 候偉
- 母親 - 堀ひろこ
- 少年時代の男 - 長島暉実
- 空港職員 - 松澤仁晶

### スタッフ
- 原作 - 泉昌之「耳掘り」（『かっこいいスキヤキ』所収 / 扶桑社）
- 脚本 - 森ハヤシ
- 演出 - 鈴木雅之

## いじめられっこ

### ストーリー
クラスメートからいじめられている女子高生の百合（志田）。ある日、いつものようにいじめられていると転校生の日菜子（大後）に助けられる。助けてくれた日菜子に感謝する百合だが日菜子はそっけない返事をするのみ。そしていじめの対象は日菜子へと移っていく。

### キャスト
- 堂島百合 - 志田未来 … クラスメートにいじめられている女子高生
- 永瀬日菜子 - 大後寿々花 … 百合をかばう謎の転校生
- 高原咲良 - 指出瑞貴
- 南川美紅 - 西村優奈
- 平塚萌 - 梶原ひかり
- 研究者 - 森下哲夫
- 助手 - 古澤裕介
- 男 - 神崎孝一郎、能見達也、田中昌宏
- 生徒 - 伊藤沙莉、加藤果林
- 教師 - 五辻真吾
- 山科先生 - 海島雪

### スタッフ
- 原作 - 永山驢馬「時計じかけの天使」（『原色の想像力』所収 / 東京創元社）
- 脚本 - 半澤律子
- 演出 - 都築淳一